# 林黑兒

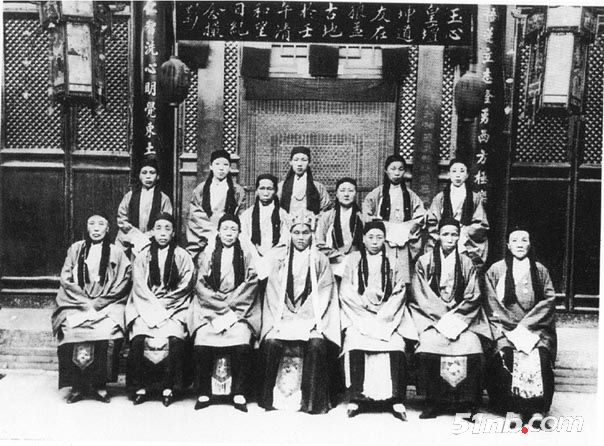
林黑兒與紅燈照

林黑兒（1871年—1900年?），清末天津义和团附屬的宗教團體红灯照首领，称号为“黃蓮聖母”。八国联军時被擒，不知所終。

## 生平
林黑兒本为天津运河船家之女，自幼学习杂技，和父亲江湖卖艺表演杂技为生。另有说法是，林黑儿后流落為天津红桥区南运河南岸侯家的妓女。也有说法是，她还当过巫女。林黑儿曾为妓女之说来自于部分清朝野史。关于她是否曾为妓女存在一些争议。另有清朝野史称林黑儿还是一个老鸨，甚至自幼淫乱，这或许不太可信。1900年6月，义和团坎字团（张德成部）数千人进入天津，支持林黑兒成立了附属的女性组织红灯照，设立坛口于侯家后归贾胡同北口的船上。林黑儿扮演仙姑（女巫）的角色，号为“黃蓮聖母”，表演法术。不久直隶总督裕禄奉迎仙姑，赠送黄布，制成大旗，于是天津红灯照势力迅速扩展到二三千人。7月14日，八国联军攻占天津，林黑兒被捕，有法国妇女在联军监狱中见过黃蓮聖母并留下记载：“她们的绝望中也自有一种尊贵的风度泛滴出来，我们掏出几块银元来，作为赠品似的扔上这两位小娘简陋的床上去。坐在床沿上的这一位，马上拾来扔在地下。”后下落不明，有奸杀、流亡等多种版本。
1982年，红灯照黄莲圣母停船场遗址，被列为天津市文物保护单位，并立碑纪念。